# Jelena Ezau
Jelena Ezau (ur. 9 marca 1983 w Pawłodarze) – kazachska siatkarka, grająca jako libero. Olimpijka z Pekinu.

## Sukcesy klubowe
Klubowe mistrzostwa Azji:
- 2009/10
- 2010/11

Puchar Kazachstanu:
- 2004/05, 2009/10, 2010/11, 2017/18, 2019/20
- 2008/09, 2016/17

Superpuchar Kazachstanu:
- 2016/17, 2017/18
- 2019/20

## Sukcesy reprezentacyjne
Mistrzostwa Azji:
- 2005

Igrzyska Azjatyckie:
- 2010